# GSh-6-30
Pour les articles homonymes, voir GSH.

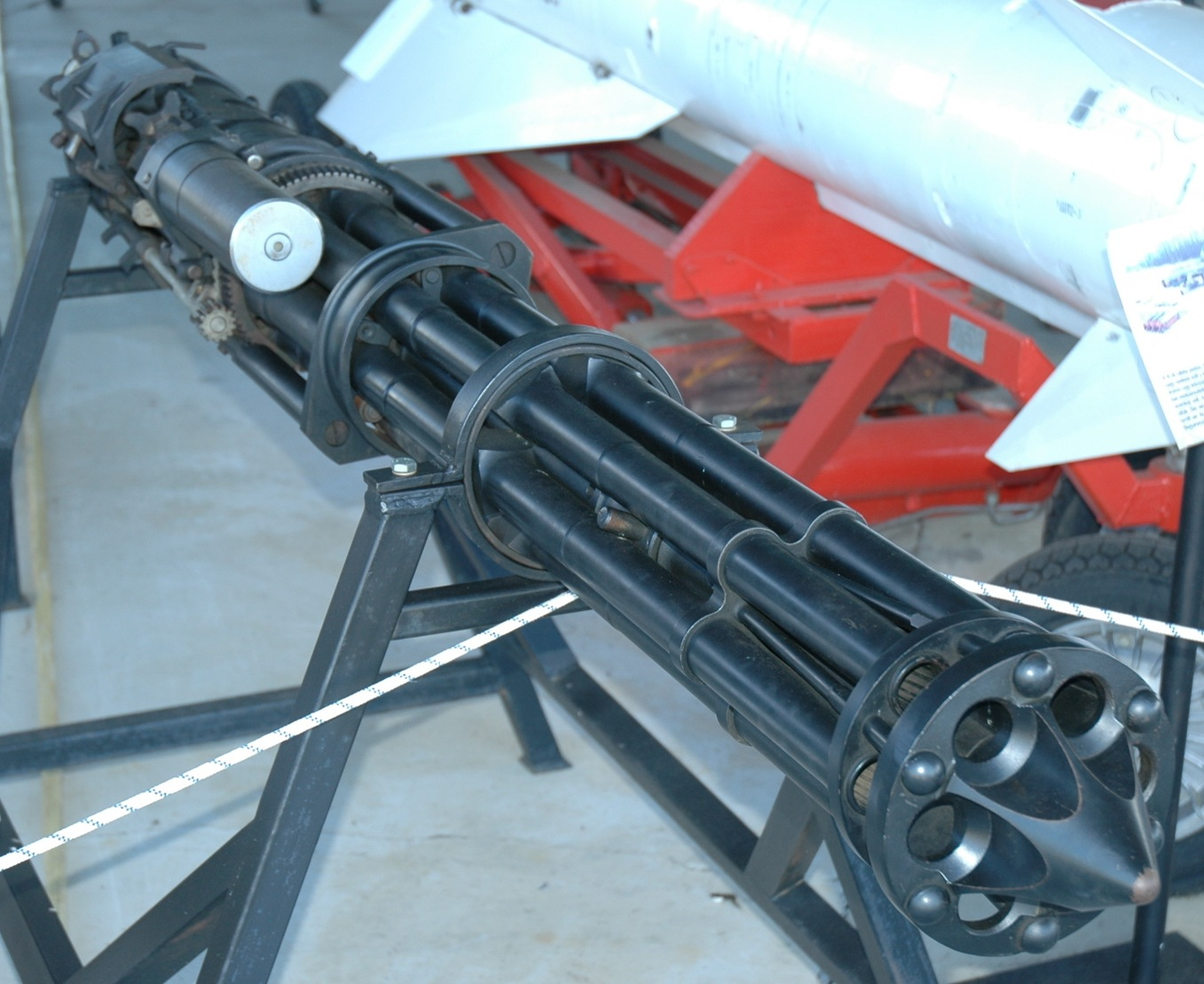

Le Gryazev-Shipunov GSh-6-30 est un canon multitube russe de type Gatling.

## Description
Le GSh-6-30 a été développé dès juin 1963 par le bureau d’études KBP à Toula, et est entré en service en 1974.
Il tire des obus de 30 mm (30 × 165 mm, 390 g). La commande de tir est électrique (27 Vcc), et l'entrainement du bloc est actionné par les gaz provenant du tir, contrairement aux systèmes américains de type GAU-8 Avenger par exemple, qui utilisent l'entrainement électrique. L'entrainement de rotation par emprunt des gaz présente un net avantage, puisque le temps de réponse est supprimé, contrairement aux systèmes à entrainement électrique qui nécessitent un temps de mise en rotation du bloc tournant. L'autre avantage est la masse et l'encombrement minimaux pour ce type de canon, ainsi que l'insensibilité aux impulsions électromagnétiques.
Étant donné sa grande consommation en munitions et son recul de plusieurs tonnes, il est utilisé essentiellement dans la défense rapprochée des navires de combat, monté dans une tourelle telle que la AK-630, AK-630M2 Duet, et le système de défense Kortik. Il fut également monté dans le MiG-27 et le Su-24MK.

## Caractéristiques
- Origine:  Union soviétique
- Type: Gatling
- Masse canon: 149 kg
- Projectile: 390 g
- Longueur: 2040 mm
- Munition: 30×165 mm
- Calibre: 30 mm
- Tubes: 6
- Action: gaz
- Vitesse de tir: 4000–6000 coups par minute.
- Vitesse de projectile: 845 m/s